# Квінт Фабій Барбар Антоній Макр
Квінт Фа́бій Ба́рбар Анто́ній Макр (лат. Quintus Fabius Barbarus Antonius Macer; близько 25 — після 64) — політичний і військовий діяч Римської імперії, сенатор, консул-суффект 64 року.

## Біографічні відомості
Походив з патриціанського роду Фабіїв, можливо з іспанської або гальської його гілки. Про нього збереглося мало відомостей. У 64 році його було обрано разом з Гаєм Ліцинієм Муціаном консулом-суффектом. Подальша доля його невідома. Можливо помер у рік каденції.

## Родина
- Син (або онук) Квінт Фабій Барбар Валерій Магн Юліан, консул-суффект 99 року.
- Дочка Фабія Барбара, дружина Луція Елія Ламії Плавція Еліана, консула 80 року.